# Hans Bol
Hans Bol (Mechelen, 1534 — Amsterdam, 1593) va ser un pintor i miniaturista flamenc que va estar en actiu a Anvers i també a Amsterdam.
És principalment un autor de paisatges, on solen aparèixer els motius habituals en un dels seus referents, Pieter Brueghel el Vell. La seva miniatura De Spaanse Furie és una de les peces mestres de la sala dedicada a la Fúria espanyola al museu Hof van Busleyden a Mechelen.